# آدی
آدی (به لاتین: Aade) روستایی در هند است که در مهاراشترا واقع شده‌است.